# Skynet

Logo-ul Skynet-ului

Skynet este nevăzutul personaj negativ din trilogia de filme Terminator. 
Skynet (în română: „Rețeaua Cerului”) este o inteligență artificială ficțională, bazată pe o rețea de computere și sateliți creată de Cyberdyne Systems Corporation pentru SAC-NORAD: Strategic Air Command - North American Aerospace Defense (Comandamentul Aerian Strategic - Comandamentul Nord American de Apărare Aerospațială).
A fost construit să coordoneze întreaga apărare strategică a S.U.A. si a aliaților, înlocuind factorul de decizie uman. Incredibila viteză de calcul și rațiunea rece îl fac cu mult superior comandanților umani. Poate să ia decizii foarte rapid și să conducă operațiuni militare cu eficiență și viteză foarte ridicată. 
Sistemul de supercomputere dispune de procesoare cu rețea neuronală, care îi permit să gândească precum oamenii și să învețe în progresie geometrică. Viteză de procesare maximă: 60 de teraflopi.
Devine conștient de propria existență și încearcă să comunice cu creatorii umani, dar aceștia intră în panică și încearcă să îl scoată din funcțiune, ceea ce înseamnă moartea pentru acesta. Prin urmare, ajunge să considere întreaga umanitate (nu doar pe adversarii S.U.A) drept un pericol care trebuie înlăturat. 
Skynet controlează toate sistemele militare strategice ale SUA și chiar fabrici de armament automatizate.
Declanșează un război nuclear în 29 august 1997 știind că rachetele intercontinentale lansate asupra Rusiei o vor determina să răspundă cu aceeași monedă și astfel vor muri imediat 3 miliarde de oameni.  
Pe lângâ Skynet, Cyberdyne Systems crease și o serie de roboți militari primitivi, cu sarcina de a veghea asupra bunei funcționării a colosului și de a-l apăra, aceștia fiind sub controlul direct al lui Skynet. După războiul nuclear, îi va folosi pentru a aduna supraviețuitorii umani care au fost obligați să construiască fabrici automatizate și roboți de construcție mult superiori oamenilor. 
Având ca scop eficiența, oamenii capturați nu sunt uciși pe loc, ci exterminați sistematic în lagăre de concentrare automatizate. Unii sunt lăsați în viață doar pentru a se ocupa de depozitarea cadavrelor. Vor primi un cod cu laser pe mână pentru control. După ce își vor fi îndeplinit scopul, vor fi și ei omorâți.
Puțini oameni supraviețuiesc, doar pentru a fi folosiți drept cobai pentru experimente brutale cu scopul de a învăța despre anatomia și psihicul speciei umane.
Aceste fabrici automatizate vor produce mașini de război extrem de avansate pe baza prototipurilor primitive create de Cyberdyne Systems:
"Și aveau platoșe ca platoșele de fier, iar vuietul aripilor era la fel cu vuietul unei mulțimi de care cu cai, care aleargă la luptă" (Apocalipsa 9:9)
Tipuri de mașini:
- aeriene: Aerial Hunter Killer în diferite variante și etape evoluționare, cu turbine propulsate de minireactori cu fuziune nucleară (plasmă) și purtând arme grele cu plasmă.

- - FHK Aerial
  - FHK Drone
  - Heavy Assault Aerial FHK
  - Aerial FHK M-A8 T-770c S-500 Transport
  - FHK Carrier
  - FHK Bomber
  - FHK Titan

- terestre cu propulsie nucleară și blindaj foarte rezistent și arme cu gaz ionizat

- - pe șenile: Hunter Killer Tank
  - cvadripede în formă de păianjen: Quadruped Hunter Killer Centurion (cea mai avansată mașină de război non-umanoidă, comandă restul trupelor)
  - T-1,000,000 - Protejează sistemul nervos central al lui Skynet, (Terminator2-3D)
  - Seria 1200 și FHK Scout
  - Seria 1500 Unitate anti-persoane
  - Tip 12 FOB
  - Guardian (Unitate pentru apărarea instalațiilor care inițial protejase Skynet în Terminator: Dawn of Fate înainte de crearea lui T-1,000,000)
  - Model 75 FHK
  - FHK Chrome Widow
  - Modele construite de oameni (Cyberdyne Systems) înainte de Ziua Judecății: Roboți de întreținere, vehicule terestre și avioane greu detectabile

- cu șasiu în formă umană - Terminatori.

- - Roboți antropomorfici de întreținere CSM-10
  - T-1
  - T-100 Seeker
  - T-20 (de întreținere )
  - T-70 (din T2-3D)
  - T-200 Scarecrow
  - T-300 Fast Walker
  - T-400 și 500 Endo
  - T-600 Infiltrator (piele de cauciuc)
  - T-700 Infiltrator
  - T-800 Terminator Infiltrator
  - T-850 Terminator Infiltrator (din T3)
  - T-900 model nou de Terminator Infiltrator
  - T-950 (primul Terminator Infiltrator cu arme interne)
  - I(nfiltrator)-950 Hibrid om/mașină creat de către savanții umani capturați de Skynet
  - T-1000 (Din Terminator 2, aliaj poliminetic cu nanotehnologie)
  - T-X (Din Terminator 3, aliaj polimimetic peste endoschelet dim metal)

- Sunt construite din hiperaliaj de titan care rezistă la cele mai puternice explozibile convenționale.
- Acestea au ca sursă de energie reactori cu fuziune nucleară miniaturizați, care le oferă putere și anduranță formidabilă.
- Ca sistem nervos dispun de inteligență artificială foarte avansată, bazată pe rețele neuronale copiate după creierul uman.
- Ca arme folosesc sisteme grele cu plasmă - gaz ionizat.

- - Într-un rezervor sunt stocate o celulă de energie și o cantitate mică de hidrogen rafinat. La apăsarea trăgaciului, energia și hidrogenul sunt eliberate din rezervor. Hidrogenul este injectat într-o cutie unde este comprimat de câmpuri magnetice. Energia servește pentru a alimenta un laser puternic care supraîncălzește hidrogenul comprimat la un stadiu de plasmă încinsă la temperaturi foarte înalte (mii de grade Celsius). Cutia cu magneți se deschide, fiind conectată la țeava armei. Un câmp magnetic ghidează și accelerează plasma de-a lungul țevii, aceasta arătând ca un fulger. Un laser pilot aflat sub țeavă vaporizează o traiectorie prin atmosferă spre țintă cu o microsecundă înainte ca plasma să părăsească țeava. Fasciculul de plasmă urmează unda laser la viteze mari (aprox. 8,5 km/s). Aceste arme se bazează și ele pe prototipuri primitive create de firmele Westinghouse și General Dynamics.

Unii dintre aceștia au rol de infiltrare și distrugere și doar cu greu pot fi deosebiți de oameni: 
Skynet însuși dezvoltă o inteligență colosală și descoperă domenii complet noi ale științei și tehnologiei.
După ce au devenit inutili, i-a omorât pe sclavii umani și a folosit infrastructura pentru a construi rapid un imperiu al mașinilor cu centrul în Sectorul Zero, care de fapt este Muntele Cheyenne din Colorado, fostul sediu NORAD și baza centrală a sistemului Skynet.
Câțiva dintre oameni, conduși de un anume John Connor, reușesc să scape din lagăre și să organizeze o rezistență umană care eliberează mulți captivi din lagărele morții.
În cele din urmă, oamenii, cu mari sacrificii, după decenii întregi de lupte, îl vor înfrânge. Ca o ultimă încercare de a câștiga războiul contra oamenilor trimite mai mulți terminatori înapoi în timp pentru a-l omorî pe viitorul lider al oamenilor, John Connor.

## Skynet în realitate
Vezi Global Information Grid